# ماکسیم ملنیچاک
ماکسیم ملنیچاک (اوکراینی: Максим Олександрович Мельничук؛ زادهٔ ۱۸ سپتامبر ۱۹۹۹) بازیکن فوتبال اهل اوکراین است.
از باشگاه‌هایی که در آن بازی کرده‌است می‌توان به باشگاه فوتبال فورسکلا پولتاوا اشاره کرد.
وی همچنین در تیم ملی فوتبال Ukraine U16 بازی کرده‌است.